# Liste der Monuments historiques in Hargnies (Ardennes)
Die Liste der Monuments historiques in Hargnies führt die Monuments historiques in der französischen Gemeinde Hargnies auf.

## Liste der Objekte
| Bezeichnung                                  | Beschreibung                                                                                | Standort                        | Kennzeichnung | Schutzstatus | Datum | Bild |
| -------------------------------------------- | ------------------------------------------------------------------------------------------- | ------------------------------- | ------------- | ------------ | ----- | ---- |
| Bilderrahmen                                 | Holz, 18. Jahrhundert                                                                       | in der Kirche St-Lambert (Lage) | PM08001301    | Inscrit      | 2012  |      |
| Kelch                                        | Silber, vergoldet, bezeichnet 1620; im Musée de l’Ardenne in Charleville-Mézières deponiert | in der Kirche St-Lambert (Lage) | PM08000654    | Classé       | 1995  |      |
| Gemälde Petrus                               | Ölfarbe auf Leinwand, 19. Jahrhundert; verschwunden                                         | in der Kirche St-Lambert (Lage) | PM08001270    | Inscrit      | 1993  |      |
| Retabel des Hauptaltars und der Seitenaltäre | Holz, farbig gefasst und vergoldet, 19. Jahrhundert                                         | in der Kirche St-Lambert (Lage) | PM08001269    | Inscrit      | 1993  |      |
| Gemälde Heiliger Norbert                     | Ölfarbe auf Leinwand, um 1800                                                               | in der Kirche St-Lambert (Lage) | PM08001271    | Inscrit      | 1993  |      |